# Jenny O'Hara
Jenny O'Hara (Sonora (Californië), 24 februari 1942) is een Amerikaanse actrice.

## Biografie
O'Hara groeide zo op in een artistieke omgeving en toen ging zij met haar zus (actrice en zangeres Jill) en broer spelen in een kindertheater die geleid werd door hun moeder. O'Hara was van 168 tot en met 1974 getrouwd, en is sinds 1986 getrouwd met de Britse/Amerikaanse acteur Nick Ullett en heeft met hem twee volwassen dochters. 
O'Hara begon in 1975 met acteren voor televisie in de televisieserie Wide World Mystery. Hierna heeft ze nog meer dan 150 rollen gespeeld in televisieseries en films zoals My Sister Sam (1986-1988), Beverly Hills, 90210 (1991-1992), Wishmaster (1997), Roswell High (2000), Mystic River (2003), The King of Queens (2001-2007), Big Love (2006-2009) en The Mindy Project - (2014-2017).

## Filmografie

### Films
Selectie:
- 2010 Devil – als oude vrouw
- 2003 Matchstick Men – als mrs. Schaffer
- 2003 Mystic River – als Esther Harris
- 2000 If These Walls Could Talk 2 – als Marge Carpenter
- 1997 Wishmaster – als Wendy Derleth
- 1980 Blinded by the Light – als Rose

### Televisieseries
Selectie:
- 2020 Perry Mason - als June Pitlick - 3 afl.
- 2015 - 2019 Transparent - als Bryna - 13 afl.
- 2014 - 2017 The Mindy Project - als Dot - 17 afl.
- 2017 American Koko - als Bette Williamson - 3 afl.
- 2011 - 2014 Franklin & Bash - als Nanette - 3 afl.
- 2012 Rizzoli & Isles - als zuster Winifred Callahan - 2 afl.
- 2006 – 2009 Big Love – als Nita – 6 afl.
- 2001 – 2007 The King of Queens – als Janet Heffernan – 15 afl.
- 2000 Roswell – als Ida Crawford – 2 afl.
- 1999 Party of Five – als Sylvia Wringler – 2 afl.
- 1998 Costello – als Lottie Murphy – 4 afl.
- 1996 – 1997 Dangerous Minds – als Jean Warner – 4 afl.
- 1996 – 1997 Life's Work – als Constance Minardi – 6 afl.
- 1996 ER – als verpleegster Rhonda Sterling – 2 afl.
- 1991 – 1992 Beverly Hills, 90210 – als Pam Scanlon – 2 afl.
- 1989 Live-In – als Muriel Spiegelman – 9 afl.
- 1986 – 1988 My Sister Sam – als Dixie Randazzo – 44 afl.
- 1980 – 1981 Secrets of Midland Heights – als Lucy Dexter – 9 afl.
- 1979 The Facts of Life – als Emily Mahony – 4 afl.
- 1979 Highcliffe Manor – als Rebecca – 6 afl.

- Bibliothèque nationale de France: cb14212024r (data)
- International Standard Name Identifier: 0000 0003 5700 7353
- Library of Congress Control Number: n2007019329
- Nationale Bibliotheek van Israël: 987007355519405171
- Système universitaire de documentation: 169778339
- Virtual International Authority File: 187479257
- WorldCat: E39PBJkT8MFVVpbrV4bGPh46rq